# 维拉·巴拉拉三世
维拉·巴拉拉三世（1292年1月31日– 1342年9月8日）是曷萨拉王朝国王。 在他的统治期间，他統一了曷萨拉王朝內部的分裂勢力，期間曷萨拉王朝的首都位於哈勒比德。在他的统治期间，曷萨拉王朝与雅達瓦王朝、潘地亚以及南印度的其他國家进行了多次战争。曷萨拉王朝還多次遭到德里蘇丹國襲擊，在他任內哈勒比德2次遭到德里蘇丹國的洗劫。後來维拉·巴拉拉三世放棄哈勒比德，遷都至別處。最終维拉·巴拉拉三世被马杜赖苏丹国軍隊俘殺。